# Marilena Gerostergiou
Marilena Gerostergiou (in greco Μαριλένα Γεροστεργίου?; Salonicco, 4 novembre 1998) è una cestista greca.
Ala forte di 188 cm, ha giocato nella massima serie greca con Chania e Iraklis.